# Story of a Dog
Story of a Dog (dt.: „Die Geschichte eines Hundes“) ist ein US-amerikanischer Kurzfilm von Warner Bros. aus dem Jahr 1945. 

## Handlung
In Lastwagen werden Hunde transportiert, die im Zweiten Weltkrieg der United States Coast Guard, der US-amerikanischen Küstenwache, zu Diensten stehen sollen. Sie werden vermessen, gewogen und auf ihre Gesundheit überprüft. Zur Identifizierung erhält jeder Hund eine eintätowierte Nummer. Auch Fotos werden von jedem Tier gemacht. Die Hunde, darunter hauptsächlich Schäferhunde und Dobermänner, werden anschließend ihren neuen Herrchen zugeteilt und erhalten ihr Futter, das speziell für sie angefertigt wird. Stets schauen kleine Welpen von der Seite zu. Die Männer der Küstenwache werden derweil über ihre vierbeinigen Begleiter unterrichtet. 
Daraufhin treten die Männer und Hunde zu einer Übung an, bei der die Hunde unter anderem einen Hindernisparcour bewältigen und sich an den Lärm der Kriegswaffen gewöhnen müssen. Nach ihrer Ausbildung werden die Hunde zu einem Stützpunkt der Küstenwache auf einer Insel im Pazifik verschifft. Auf dem Weg durch den Dschungel der Insel sollen die Hunde feindliche japanische Truppen aufspüren. Als ein japanischer Soldat aus seinem Versteck heraus mit seiner Waffe schießt, läuft ein Dobermann sofort los und überwältigt ihn. Der Japaner wird schließlich gefangen genommen.

## Hintergrund
Story of a Dog wurde von Warner Bros. in Zusammenarbeit mit der United States Coast Guard produziert und am 27. Oktober 1945 in den Vereinigten Staaten veröffentlicht.

## Auszeichnungen
Bei der Oscarverleihung 1946 war Story of a Dog in der Kategorie Bester Kurzfilm für den Oscar nominiert, konnte sich jedoch nicht gegen MGMs Stairway to Light durchsetzen.